# Regendorf
Regendorf ist ein Gemeindeteil der Gemeinde Zeitlarn und eine Gemarkung im Landkreis Regensburg in Bayern. Der Ort war bis 1978 Sitz der gleichnamigen Gemeinde.
Das Kirchdorf Regendorf liegt fast vollständig westlich des Regen, ausgenommen die Mühle am Mühlweg. Auf der Gemarkung liegen Regendorf und Riesen.

## Geschichte
Die Herren von Regendorf, zunächst als „Herren von Regeldorf“ bezeichnet, wurden Anfang des 13. Jahrhunderts erstmals erwähnt. 1490 ist Hans Regeldorfer zu Regeldorf und Wolfsegg in der Landtafel eingetragen. 1699 kamen Schloss und Hofmark Regendorf an die Freiherren von Oberndorff. Die Gemeinde Regendorf entstand mit dem bayerischen Gemeindeedikt von 1818 und umfasste die Orte Regendorf und Riesen. Die letzten Reste der Adelsherrschaft wurden 1848 beseitigt. Am 1. Mai 1978 wurden die Gemeinden Regendorf und Zeitlarn zur Gemeinde Zeitlarn zusammengeschlossen. Die Orte der ehemaligen Gemeinde Regendorf liegen als einzige westlich des Regenflusses und sind nur durch eine Brücke mit den anderen Gemeindeteilen verbunden. Dies ist einer der Gründe, warum in der Gemeinde immer noch zwischen „Zeitlarnern“ und „Regendorfern“ unterschieden wird. Als Stadtrandgemeinde erfolgte in den letzten Jahrzehnten ein starkes Wachstum.

## Sehenswürdigkeiten
In der Liste der Baudenkmäler sind die katholische Filialkirche Hl. Dreifaltigkeit und das Schloss Regendorf aufgeführt.